# جون بينيت (كاتب)
جون بينيت (بالإنجليزية: John Bennett)‏ هو كاتب للأطفال ورسام وكاتب أمريكي، ولد في 14 مايو 1865 في تشيليكوث في الولايات المتحدة، وتوفي في 28 ديسمبر 1956 في تشارلستون في الولايات المتحدة.